# Segunda Categoría de Pichincha 2015
El Campeonato Provincial de Segunda Categoría de Pichincha Copa DirecTV 2015 fue un torneo de fútbol en Ecuador en el cual compitieron equipos de la Provincia de Pichincha. El torneo fue organizado por  la Asociación de Fútbol No Amateur de Pichincha (AFNA) y avalado por la Federación Ecuatoriana de Fútbol. El torneo dio inicio el 28 de marzo de 2015 y finalizó el 18 de julio. Participaron 9 clubes de fútbol y entregó 2 cupos al Zonal de Ascenso de la Segunda Categoría 2015.

## Sistema de campeonato
El sistema determinado por la Asociación de Fútbol No Amateur de Pichincha fue el siguiente:
Se jugó en un sistema de todos contra todos (18 fechas) ida y vuelta, en cada jornada un equipo tuvo descanso, el club que terminó primero fue campeón, el que terminó segundo fue vicecampeón; estos dos equipos clasificaron al Zonal de Ascenso de la Segunda Categoría 2015, mientras el equipo que terminó en el último lugar descendió a la Liga Amateur.

## Equipos participantes
| Equipos participantes                                       | Equipos participantes | Equipos participantes                               |
| ----------------------------------------------------------- | --------------------- | --------------------------------------------------- |
|                                                             |                       |                                                     |
| Equipo                                                      | Ciudad                | Estadio                                             |
| Club Deportivo América                                      | Quito                 | Estadio La Armenia                                  |
| Club Deportivo Clan Juvenil                                 | Sangolquí             | Estadio General Rumiñahui                           |
| Cuniburo Fútbol Club                                        | Quito                 | Estadio de la Liga Deportiva Parroquial de Nayón    |
| Juventud Independiente de Tabacundo                         | Tabacundo             | Estadio de la Liga Deporiva Cantonal de Tabacuando  |
| Club Deportivo Los Loros                                    | Sangolquí             | Estadio General Rumiñahui                           |
| Club Deportivo Rumiñahui                                    | Machachi              | Estadio El Chan                                     |
| Universidad Internacional del Ecuador Fútbol Club           | Quito                 | Estadio de la Universidad Internacional del Ecuador |
| Club Deportivo Universidad San Francisco de Quito           | Cumbayá               | Estadio Francisco Reinoso                           |
| Club Social y Deportivo Universidad Tecnológica Equinoccial | Quito                 | Estadio de Nayón                                    |

## Equipos por Cantón
| Cantón                                  | N.º | Equipos                                                      |
| --------------------------------------- | --- | ------------------------------------------------------------ |
| Quito                                   | 4   | América de Quito, F.C. U.I.D.E., U.S.F.Q. y U.T. Equinoccial |
| Archivo:Flag of Rumiñahui.svg Rumiñahui | 2   | Clan Juvenil y Los Loros                                     |
| Cayambe                                 | 1   | Cuniburo F.C.                                                |
| Mejía                                   | 1   | Rumiñahui                                                    |
| Pedro Moncayo                           | 1   | J.I. de Tabacundo                                            |

## Clasificación
|                               |    | Equipo            | PJ | PG | PE | PP | GF | GC | DG  | PTS |
| ----------------------------- | -- | ----------------- | -- | -- | -- | -- | -- | -- | --- | --- |
| Archivo:Flag of Rumiñahui.svg | 1. | Clan Juvenil      | 16 | 12 | 4  | 0  | 26 | 4  | +22 | 40  |
| Archivo:Flag of Rumiñahui.svg | 2. | Los Loros         | 16 | 8  | 7  | 1  | 30 | 9  | +21 | 31  |
|                               | 3. | U.T. Equinoccial  | 16 | 8  | 4  | 4  | 37 | 20 | +17 | 28  |
|                               | 4. | F.C. U.I.D.E.     | 16 | 8  | 4  | 4  | 33 | 21 | +12 | 28  |
|                               | 5. | Cuniburo F.C.     | 16 | 5  | 6  | 5  | 24 | 32 | -8  | 21  |
|                               | 6. | J.I. de Tabacundo | 16 | 5  | 0  | 11 | 18 | 31 | -13 | 15  |
|                               | 7. | Rumiñahui         | 16 | 3  | 3  | 10 | 17 | 22 | -5  | 12  |
|                               | 8. | U.S.F.Q.          | 16 | 3  | 3  | 10 | 19 | 37 | -18 | 12  |
|                               | 9. | América de Quito1 | 16 | 2  | 5  | 9  | 15 | 43 | -28 | 11  |

|  | Campeón y clasificado a los zonales de Segunda Categoría 2015.     |
|  | Vicecampeón y clasificado a los zonales de Segunda Categoría 2015. |
|  | Desciende a la Liga Amateur.                                       |

## Evolución de la Clasificación
| Equipo / Jornada                           | 01 | 02 | 03 | 04 | 05 | 06 | 07 | 08 | 09 | 10 | 11 | 12 | 13 | 14 | 15 | 16 | 17 | 18 |
| ------------------------------------------ | -- | -- | -- | -- | -- | -- | -- | -- | -- | -- | -- | -- | -- | -- | -- | -- | -- | -- |
| Archivo:Flag of Rumiñahui.svg Clan Juvenil | 5  | 1  | 1  | 1  | 1  | 1  | 1  | 1  | 1  | 1  | 1  | 1  | 1  | 1  | 1  | 1  | 1  | 1  |
| Archivo:Flag of Rumiñahui.svg Los Loros    | 4  | 2  | 2  | 3  | 4  | 4  | 4  | 2  | 2  | 2  | 3  | 2  | 4  | 2  | 3  | 3  | 2  | 2  |
| U.T. Equinoccial                           | 8  | 4  | 3  | 2  | 3  | 3  | 2  | 3  | 3  | 3  | 2  | 3  | 3  | 4  | 4  | 4  | 4  | 3  |
| F.C. U.I.D.E.                              | 3  | 7  | 4  | 4  | 2  | 2  | 3  | 5  | 5  | 4  | 4  | 4  | 2  | 3  | 2  | 2  | 3  | 4  |
| Cuniburo F.C.                              | 2  | 6  | 8  | 5  | 5  | 5  | 5  | 4  | 4  | 5  | 5  | 6  | 6  | 6  | 5  | 5  | 5  | 5  |
| J.I. de Tabacundo                          | 9  | 3  | 5  | 6  | 7  | 8  | 7  | 7  | 8  | 6  | 6  | 5  | 5  | 5  | 6  | 6  | 6  | 6  |
| Rumiñahui                                  | 6  | 8  | 6  | 7  | 8  | 9  | 9  | 9  | 7  | 8  | 8  | 8  | 8  | 8  | 8  | 8  | 7  | 7  |
| U.S.F.Q.                                   | 7  | 9  | 9  | 9  | 9  | 6  | 8  | 8  | 9  | 9  | 9  | 9  | 9  | 9  | 9  | 9  | 9  | 8  |
| América de Quito                           | 1  | 5  | 7  | 8  | 6  | 7  | 6  | 6  | 6  | 7  | 7  | 7  | 7  | 7  | 7  | 7  | 8  | 9  |

## Resultados
|                               | F.C. U.I.D.E.     | 2 - 2 | Cuniburo F.C.    |                               | UIDE                    | 28 de marzo | 11:30 |
| Archivo:Flag of Rumiñahui.svg | Clan Juvenil      | 0 - 0 | Los Loros        | Archivo:Flag of Rumiñahui.svg | General Rumiñahui       | 28 de marzo | 12:00 |
|                               | J.I. de Tabacundo | 0 - 1 | América de Quito |                               | L.D.C. de Pedro Moncayo | 29 de marzo | 12:15 |
|                               | U.T. Equinoccial  | 4 - 1 | U.S.F.Q.         |                               | Parroquial de Nayón     | 15 de abril | 12:00 |
|                               | Libre:            | -     | Rumiñahui        |                               | -----                   | -----       | ----- |

| Archivo:Flag of Rumiñahui.svg | Los Loros        | 2 - 0 | F.C. U.I.D.E.     |                               | Parroquial de Nayón | 2 de abril | 12:00 |
|                               | U.S.F.Q.         | 0 - 3 | J.I. de Tabacundo |                               | Francisco Reinoso   | 4 de abril | 11:00 |
|                               | Rumiñahui        | 0 - 1 | U.T. Equinoccial  |                               | El Chan             | 4 de abril | 15:15 |
|                               | América de Quito | 1 - 3 | Clan Juvenil      | Archivo:Flag of Rumiñahui.svg | La Armenia          | 5 de abril | 12:15 |
|                               | Libre:           | -     | Cuniburo F.C.     |                               | -----               | -----      | ----- |

| Archivo:Flag of Rumiñahui.svg | Clan Juvenil      | 3 - 0 | U.S.F.Q.         |                               | Complejo IDV            | 10 de abril | 11:00 |
|                               | Cuniburo F.C.     | 0 - 1 | Los Loros        | Archivo:Flag of Rumiñahui.svg | Parroquial de Nayón     | 10 de abril | 13:00 |
|                               | F.C. U.I.D.E.     | 2 - 0 | América de Quito |                               | UIDE                    | 11 de abril | 10:00 |
|                               | J.I. de Tabacundo | 0 - 1 | Rumiñahui        |                               | L.D.C. de Pedro Moncayo | 12 de abril | 12:15 |
|                               | Libre:            | -     | U.T. Equinoccial |                               | -----                   | -----       | ----- |

|  | U.S.F.Q.         | 0 - 1 | F.C. U.I.D.E.     |                               | Francisco Reinoso   | 18 de abril | 09:00 |
|  | América de Quito | 1 - 2 | Cuniburo F.C.     |                               | La Armenia          | 18 de abril | 10:00 |
|  | Rumiñahui        | 0 - 1 | Clan Juvenil      | Archivo:Flag of Rumiñahui.svg | El Chan             | 18 de abril | 15:15 |
|  | U.T. Equinoccial | 2 - 1 | J.I. de Tabacundo |                               | Parroquial de Nayón | 19 de abril | 10:00 |
|  | Libre:           | -     | Los Loros         | Archivo:Flag of Rumiñahui.svg | -----               | -----       | ----- |

|                               | Cuniburo F.C. | 3 - 4 | U.S.F.Q.          |  | Complejo IDV        | 24 de abril | 12:00 |
|                               | F.C. U.I.D.E. | 1 - 0 | Rumiñahui         |  | UIDE                | 25 de abril | 10:00 |
| Archivo:Flag of Rumiñahui.svg | Los Loros     | 1 - 1 | América de Quito  |  | Parroquial de Nayón | 25 de abril | 12:15 |
| Archivo:Flag of Rumiñahui.svg | Clan Juvenil  | 1 - 0 | U.T. Equinoccial  |  | General Rumiñahui   | 26 de abril | 12:00 |
|                               | Libre:        | -     | J.I. de Tabacundo |  | -----               | -----       | ----- |

|  | U.T. Equinoccial  | 1 - 1 | F.C. U.I.D.E.    |                               | Parroquial de Nayón     | 30 de abril | 12:00 |
|  | U.S.F.Q.          | 1 - 0 | Los Loros        | Archivo:Flag of Rumiñahui.svg | Francisco Reinoso       | 1 de mayo   | 09:00 |
|  | Rumiñahui         | 0 - 1 | Cuniburo F.C.    |                               | El Chan                 | 2 de mayo   | 15:15 |
|  | J.I. de Tabacundo | 0 - 2 | Clan Juvenil     | Archivo:Flag of Rumiñahui.svg | L.D.C. de Pedro Moncayo | 3 de mayo   | 12:15 |
|  | Libre:            | -     | América de Quito |                               | -----                   | -----       | ----- |

| Archivo:Flag of Rumiñahui.svg | Los Loros        | 1 - 1 | Rumiñahui         |                               | Parroquial de Nayón | 8 de mayo  | 11:00 |
|                               | Cuniburo F.C.    | 2 - 2 | U.T. Equinoccial  |                               | Complejo IDV        | 8 de mayo  | 12:00 |
|                               | F.C. U.I.D.E.    | 2 - 3 | J.I. de Tabacundo |                               | UIDE                | 9 de mayo  | 10:00 |
|                               | América de Quito | 2 - 1 | U.S.F.Q.          |                               | La Armenia          | 10 de mayo | 10:00 |
|                               | Libre:           | -     | Clan Juvenil      | Archivo:Flag of Rumiñahui.svg | -----               | -----      | ----- |

|                               | U.T. Equinoccial  | 2 - 4 | Los Loros        | Archivo:Flag of Rumiñahui.svg | Parroquial de Nayón     | 13 de mayo | 12:00 |
| Archivo:Flag of Rumiñahui.svg | Clan Juvenil      | 2 - 0 | F.C. U.I.D.E.    |                               | Complejo IDV            | 13 de mayo | 14:15 |
|                               | Rumiñahui         | 2 - 2 | América de Quito |                               | El Chan                 | 13 de mayo | 15:15 |
|                               | J.I. de Tabacundo | 0 - 1 | Cuniburo F.C.    |                               | L.D.C. de Pedro Moncayo | 13 de mayo | 15:15 |
|                               | Libre:            | -     | U.S.F.Q.         |                               | -----                   | -----      | ----- |

|                               | U.S.F.Q.         | 1 - 3 | Rumiñahui         |                               | Francisco Reinoso   | 16 de mayo | 09:00 |
|                               | Cuniburo F.C.    | 0 - 0 | Clan Juvenil      | Archivo:Flag of Rumiñahui.svg | Complejo IDV        | 17 de mayo | 11:00 |
|                               | América de Quito | 0 - 0 | U.T. Equinoccial  |                               | La Armenia          | 17 de mayo | 11:00 |
| Archivo:Flag of Rumiñahui.svg | Los Loros        | 3 - 0 | J.I. de Tabacundo |                               | Parroquial de Nayón | 17 de mayo | 15:15 |
|                               | Libre:           | -     | F.C. U.I.D.E.     |                               | -----               | -----      | ----- |

|                               | Cuniburo F.C.    | 1 - 2 | F.C. U.I.D.E.     |                               | Complejo IDV        | 22 de mayo | 12:00 |
| Archivo:Flag of Rumiñahui.svg | Los Loros        | 0 - 0 | Clan Juvenil      | Archivo:Flag of Rumiñahui.svg | Parroquial de Nayón | 22 de mayo | 13:30 |
|                               | U.S.F.Q.         | 0 - 2 | U.T. Equinoccial  |                               | Francisco Reinoso   | 23 de mayo | 09:00 |
|                               | América de Quito | 2 - 3 | J.I. de Tabacundo |                               | La Armenia          | 24 de mayo | 11:00 |
|                               | Libre:           |       | Rumiñahui         |                               | -----               | -----      | ----- |

|                               | F.C. U.I.D.E.     | 1 - 1 | Los Loros        | Archivo:Flag of Rumiñahui.svg | UIDE                    | 30 de mayo | 10:00 |
|                               | U.T. Equinoccial  | 1 - 0 | Rumiñahui        |                               | Parroquial de Nayón     | 30 de mayo | 10:00 |
| Archivo:Flag of Rumiñahui.svg | Clan Juvenil      | 2 - 0 | América de Quito |                               | General Rumiñahui       | 30 de mayo | 12:00 |
|                               | J.I. de Tabacundo | 3 - 2 | U.S.F.Q.         |                               | L.D.C. de Pedro Moncayo | 30 de mayo | 15:15 |
|                               | Libre:            | -     | Cuniburo F.C.    |                               | -----                   | -----      | ----- |

|                               | U.S.F.Q.         | 0 - 1  | Clan Juvenil      | Archivo:Flag of Rumiñahui.svg | Francisco Reinoso   | 4 de junio | 12:00 |
| Archivo:Flag of Rumiñahui.svg | Los Loros        | 10 - 0 | Cuniburo F.C.     |                               | Parroquial de Nayón | 5 de junio | 12:45 |
|                               | América de Quito | 1 - 5  | F.C. U.I.D.E.     |                               | Parroquial de Nayón | 6 de junio | 09:00 |
|                               | Rumiñahui        | 0 - 1  | J.I. de Tabacundo |                               | El Chan             | 6 de junio | 15:15 |
|                               | Libre:           | -      | U.T. Equinoccial  |                               | -----               | -----      | ----- |

|                               | F.C. U.I.D.E.     | 5 - 1 | U.S.F.Q.         |                               | UIDE                    | 12 de junio | 10:00 |
| Archivo:Flag of Rumiñahui.svg | Clan Juvenil      | 2 - 1 | Rumiñahui        |                               | General Rumiñahui       | 12 de junio | 19:00 |
|                               | Cuniburo F.C.     | 1 - 1 | América de Quito |                               | Parroquial de Nayón     | 13 de junio | 12:00 |
|                               | J.I. de Tabacundo | 1 - 2 | U.T. Equinoccial |                               | L.D.C. de Pedro Moncayo | 13 de junio | 15:15 |
|                               | Libre:            | -     | Los Loros        | Archivo:Flag of Rumiñahui.svg | -----                   | -----       | ----- |

|  | U.T. Equinoccial | 1 - 2 | Clan Juvenil      | Archivo:Flag of Rumiñahui.svg | Parroquial de Nayón | 19 de junio | 10.30 |
|  | América de Quito | 1 - 3 | Los Loros         | Archivo:Flag of Rumiñahui.svg | Parroquial de Nayón | 20 de junio | 10:00 |
|  | U.S.F.Q.         | 2 - 2 | Cuniburo F.C.     |                               | Francisco Reinoso   | 20 de junio | 11:00 |
|  | Rumiñahui        | 3 - 3 | F.C. U.I.D.E.     |                               | El Chan             | 20 de junio | 15:15 |
|  | Libre:           | -     | J.I. de Tabacundo |                               | -----               | -----       | ----- |

|                               | F.C. U.I.D.E. | 6 - 2 | U.T. Equinoccial  |  | UIDE                | 26 de junio | 10:00 |
| Archivo:Flag of Rumiñahui.svg | Clan Juvenil  | 5 - 0 | J.I. de Tabacundo |  | Complejo IDV        | 26 de junio | 12:00 |
| Archivo:Flag of Rumiñahui.svg | Los Loros     | 1 - 1 | U.S.F.Q.          |  | Parroquial de Nayón | 26 de junio | 12:45 |
|                               | Cuniburo F.C. | 3 - 1 | Rumiñahui         |  | Complejo IDV        | 28 de junio | 14:00 |
|                               | Libre:        | -     | América de Quito  |  | -----               | -----       | ----- |

|  | J.I. de Tabacundo | 0 - 1 | F.C. U.I.D.E.    |                               | L.D.C. de Pedro Moncayo | 3 de julio | 15:15 |
|  | U.S.F.Q.          | 2 - 2 | América de Quito |                               | Francisco Reinoso       | 4 de julio | 11:00 |
|  | U.T. Equinoccial  | 4 - 1 | Cuniburo F.C.    |                               | Parroquial de Nayón     | 4 de julio | 12:15 |
|  | Rumiñahui         | 0 - 1 | Los Loros        | Archivo:Flag of Rumiñahui.svg | El Chan                 | 4 de julio | 16:00 |
|  | Libre:            | -     | Clan Juvenil     | Archivo:Flag of Rumiñahui.svg | -----                   | -----      | ----- |

| Archivo:Flag of Rumiñahui.svg | Los Loros        | 0 - 0 | U.T. Equinoccial  |                               | Parroquial de Nayón | 10 de julio | 12:45 |
|                               | F.C. U.I.D.E.    | 1 - 2 | Clan Juvenil      | Archivo:Flag of Rumiñahui.svg | UIDE                | 10 de julio | 12:45 |
|                               | América de Quito | 0 - 3 | Rumiñahui         |                               | Alonso Aguirre      | 10 de julio | 12:45 |
|                               | Cuniburo F.C.    | 5 - 2 | J.I. de Tabacundo |                               | Complejo IDV        | 10 de julio | 12:45 |
|                               | Libre:           | -     | U.S.F.Q.          |                               | -----               | -----       | ----- |

|                               | Rumiñahui         | 2 - 3  | U.S.F.Q.         |                               | El Chan                 | 18 de julio | 15:30 |
|                               | U.T. Equinoccial  | 13 - 0 | América de Quito |                               | Parroquial de Nayón     | 18 de julio | 15:30 |
|                               | J.I. de Tabacundo | 1 - 2  | Los Loros        | Archivo:Flag of Rumiñahui.svg | L.D.C. de Pedro Moncayo | 18 de julio | 15:30 |
| Archivo:Flag of Rumiñahui.svg | Clan Juvenil      | 0 - 0  | Cuniburo F.C.    |                               | General Rumiñahui       | 19 de julio | 12:00 |
|                               | Libre:            | -      | F.C. U.I.D.E.    |                               | -----                   | -----       | ----- |

## Campeón
| |
| [[Archivo:\|80px\|border\|Bandera de Sangolquí]] |
| Club Deportivo Clan Juvenil 2.° Título Clasifica a los zonales de la Segunda Categoría 2015 - También clasifica Club Deportivo Los Loros como subcampeón. |